# Dicranella callosa
Dicranella callosa är en bladmossart som beskrevs av Mitten 1869. Dicranella callosa ingår i släktet jordmossor, och familjen Dicranaceae. Inga underarter finns listade i Catalogue of Life.